# Stora Enso
A Stora Enso Oyj é uma fabricante Finlandesa de pasta e papel. Fundada em 1998, com a Fusão da Stora e da Enso (ambas da área florestal). Sua sede localiza-se em Helsinki, capital da Finlândia e possui aproximadamente 46.000 empregados em mais de 40 países. Em 2002 era a quinta maior fabricante de papel em rendimento e em 2005 era o maior fabricante de polpa e papel do mundo em termos de capacidade da produção.
A primeira parte da companhia é datada de 1288, embora atividades de mineração tenham iniciado anteriormente. Em 2000, a companhia adquiriu a U.S. company Consolidated Paper. No mesmo ano, Stora Enso e AssiDomän deram forma a uma companhia comum, Billerud AB, para produzir papel de embalagens.
É considerada a empresa de capital aberto mais antiga do mundo, sendo que seu primeiro share data do ano de 1288.

## Historia

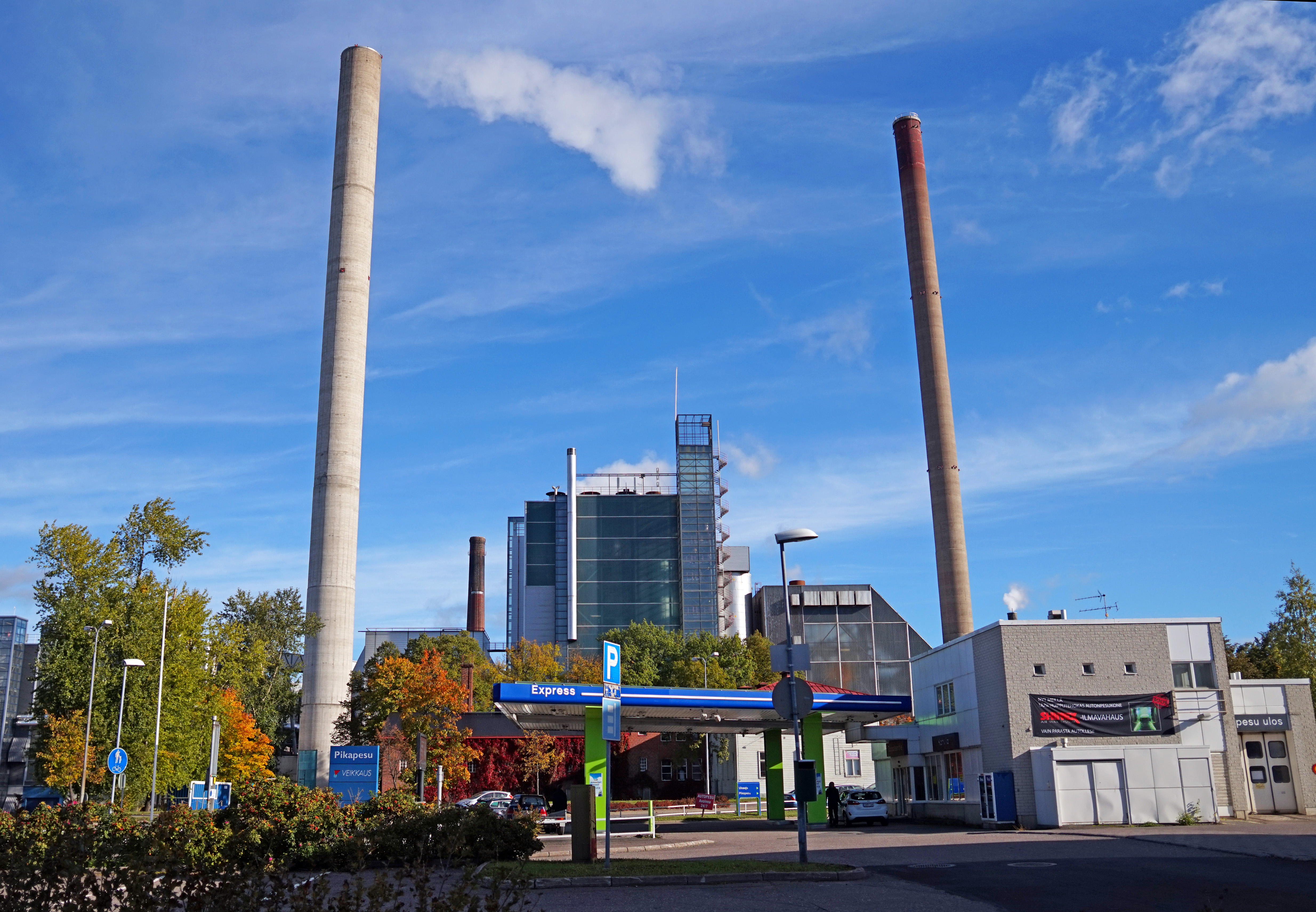
Complexo industrial da empresa em Varkaus.

A gigante sueco-finlandesa Stora Enso é o maior produtor mundial de papel e cartão, produzindo sozinha o dobro da produção de papel do Brasil. Dona de um faturamento anual de aproximadamente EUR 15,2 bilhões, a Stora Enso tem 50% das ações da Veracel Celulose S.A., localizada no sul da Bahia, que é uma das maiores fábrica de celulose em linha única do mundo.
Na Europa, a Stora Enso é o resultado da união de duas empresas tradicionais. Ela foi criada em 1998 a partir da fusão da sueca Stora com a finlandesa Enso. A história da Stora se confunde com a da própria Suécia. E remete ao ano de 1288, data do registro da mina de cobre de Kopparberget. Reza a lenda que o veio de cobre da mina foi descoberto quando um bode voltou do pasto com os chifres vermelhos. O cobre sueco foi sinônimo de riqueza e poder. Após a coroação em Estocolmo, os reis para lá se dirigiam. No processo de extração do cobre, era necessária uma quantidade enorme de madeira – seja para escorar as paredes, seja para fazer escadas ou queimá-las para facilitar a extração. Daí a origem da Stora na produção de papel e celulose. No século XVIII, 75% de toda a produção mundial de cobre vinham de Kopparberget, que encerrou a produção em 1922.

## No Brasil

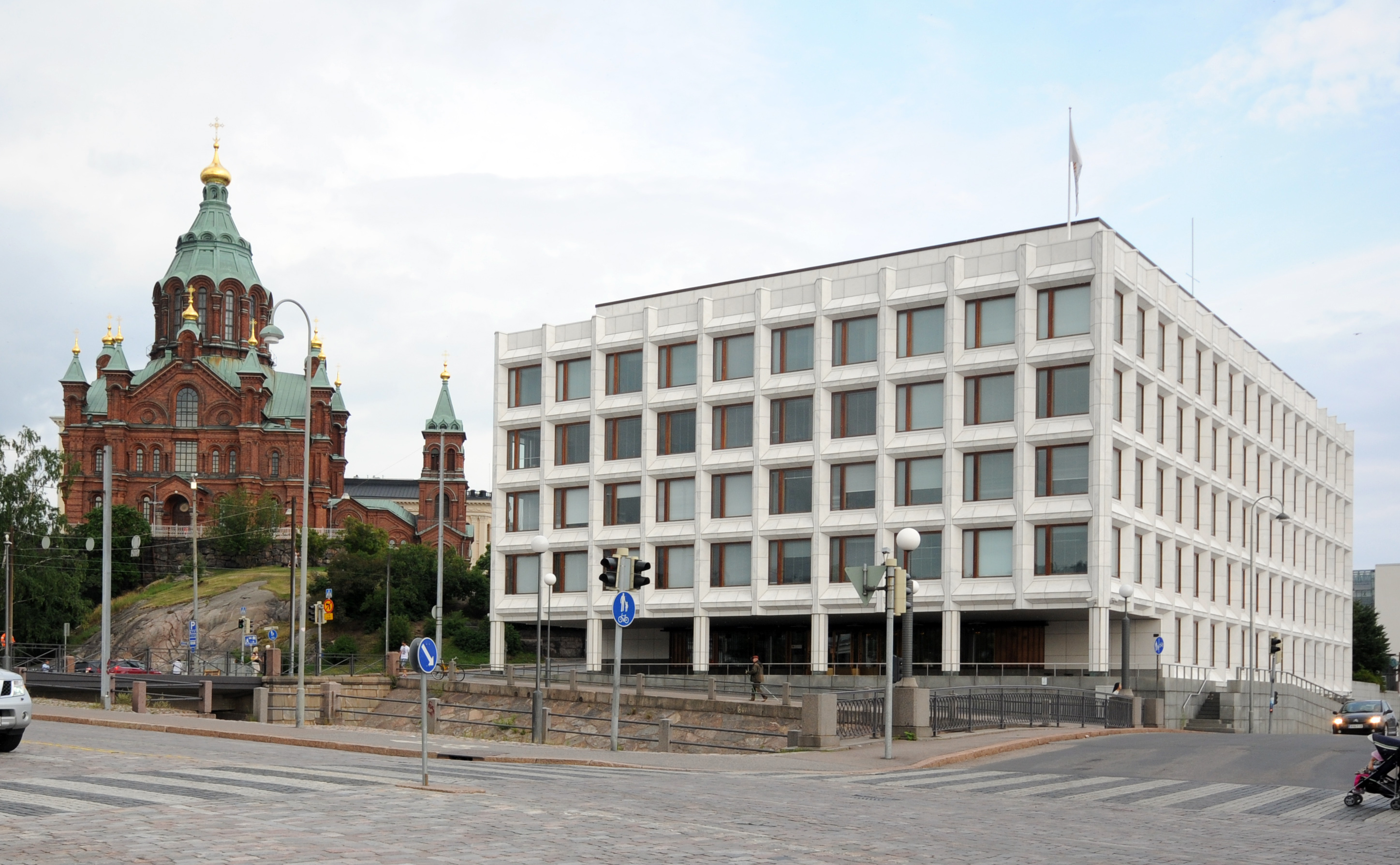
Sede da Stora Enso e Catedral Uspenski ao fundo

A subsidiária brasileira da Stora Enso foi fundada em 1º de Abril de 1998 na cidade de São Paulo, a capital dos negócios do Brasil. Após a fusão entre a Stora e a Enso, o nome da empresa mudou de Stora Sudamérica para Stora Enso Brasil (SEB).
A localização da SEB – no coração da América do Sul foi escolhida devido a suas vantagens estratégicas e facilidade de atendimento não só do Brasil mas também da região da América Latina.
No Paraná, a empresa adquiriu a Inpacel Indústria Ltda (International Paper), que produzia papel para impressão de revistas e catálogos, localizada no município de Arapoti. Em 2007 a Stora Enso fechou parceria com a Arauco do Brasil, vendendo 20% da unidade fabril, 80% da unidade florestal e 100% da serraria. Já em 2015 o grupo resolveu vender 80% que detinha da unidade industrial de Arapoti para a produtora chilena de papel Papeles Bio Bio, atual BO Paper, que havia adquirido anteriormente a Pisa Papel de Imprensa S/A de Jaguariaíva, entre 2013 e 2014.
Além da comercialização dos produtos Stora Enso no território brasileiro através de importações diretas e canais de distribuição, a Stora Enso Brasil é responsável também pelo atendimento e suporte de vendas dos mercados da América Latina onde a companhia não possui escritórios locais tais como Chile, Peru, Bolívia, Colombia, Venezuela, América Central e toda a região do Caribe.
Ainda no Brasil, destinadas áreas a silvicultura na Bahia, para obtenção de matéria prima através de (eucalipto). 
Possui outro projeto em andamento no Rio Grande do Sul, a fim de formar uma base florestal na ordem de 100 mil ha para possível implantação de uma fábrica de celulose.